# Tylophoropsis nyeriana
Tylophoropsis nyeriana är en lavart som beskrevs av Sambo 1938. Tylophoropsis nyeriana ingår i släktet Tylophoropsis och familjen Caliciaceae.   Inga underarter finns listade i Catalogue of Life.